# Scaptomyza throckmortoni
Scaptomyza throckmortoni är en tvåvingeart som beskrevs av Hardy 1967. Scaptomyza throckmortoni ingår i släktet Scaptomyza och familjen daggflugor. Inga underarter finns listade i Catalogue of Life.